# Marcus Schenkenberg
Marcus Lodewijk Schenkenberg van Mierop (Estocolmo, 4 de agosto de 1968) es un modelo, actor y fotógrafo sueco. Fue uno de los modelos masculinos más importantes de los años noventa, junto a Mark Vanderloo, Michael Bergin, Scott King y Antonio Sabato Jr.

## Carrera

### Modelaje
Ha participado en campañas de Gianni Versace, Donna Karan, Calvin Klein. Y ha sido portada de revistas: Harpers Bazaar, Vogue Italia, Elle. Salió durante algún tiempo y fue el novio de la hermana de Paris Hilton, Nicky Hilton, y Joanie Laurer, Chyna.

### Actuación
- 2012: Smash, Colin
- 2010: Multiple Sarcasms, Sachi
- 2000: As the World Turns, Male Customer
- 1999: Hostage, Adam
- 1997: Prince Valiant, Tiny
- 1988: Meatballs and Maccaroni